# Nelsonsäule (Montreal)

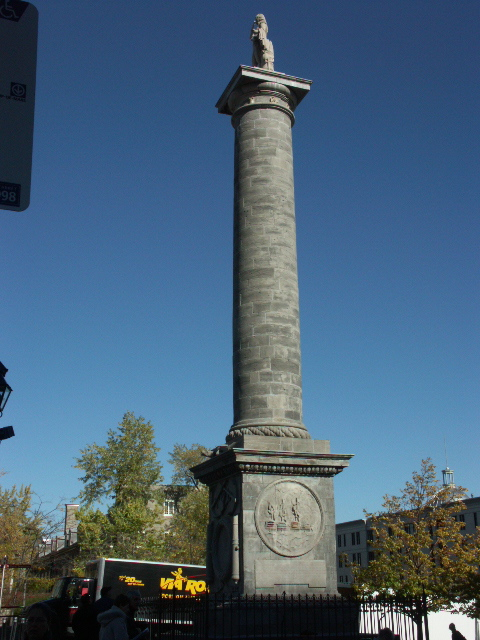
Nelsonsäule

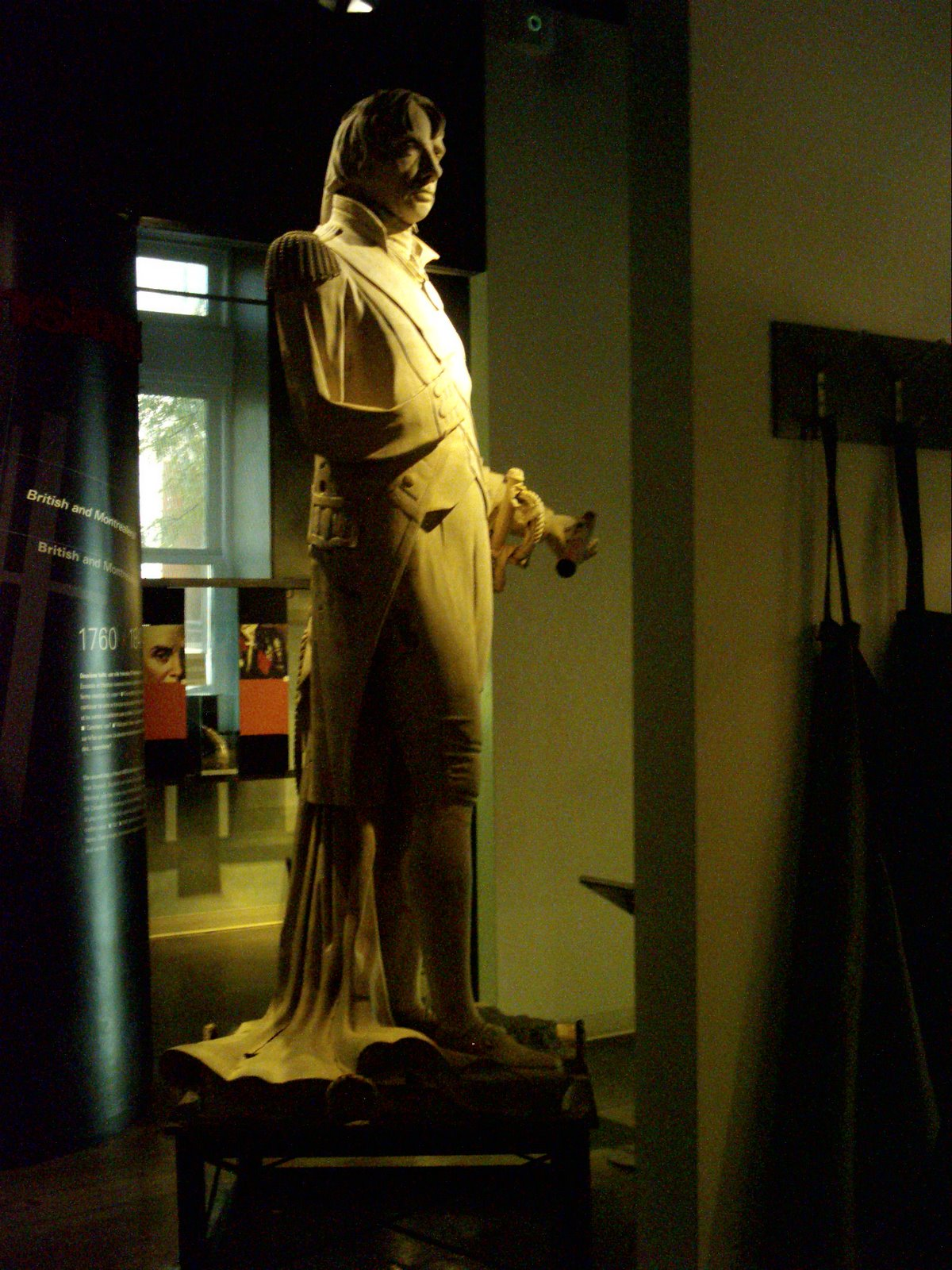
Originalstatue

Das Nelsonsäule (französisch Colonne Nelson) ist ein Denkmal in Montreal. Es steht auf dem Place Jacques-Cartier und wurde 1809 in Gedenken an den britischen Admiral Horatio Nelson errichtet, über drei Jahrzehnte vor der weitaus bekannteren Nelsonsäule in London.
Die Nachricht vom britischen Sieg in der Schlacht von Trafalgar und dem gleichzeitigen Tod Nelson wurde in Montreal während eines Tanzballs bekanntgegeben, an dem zahlreiche Geschäftsleute anwesend waren. Diese beschlossen sogleich, zu Ehren des Admirals ein Denkmal zu errichten und organisierten eine Sammelaktion zur Finanzierung des Bauwerks. Den Auftrag zur Gestaltung des Denkmals erhielt der Londoner Architekt Robert Mitchell, dabei ließ er sich von der Trajanssäule in Rom inspirieren. Die Nelsonstatue und die Ornamente wurden in der Manufaktur Coade and Sealy's in Lambeth gefertigt. Die Säule stammt vom Montrealer Maurer Gilmore, der den lokalen Kalkstein gemäß den Angaben des Architekten bearbeitete.
Nachdem die Statue und die Ornamente nach Montreal geliefert worden waren, wurde das Denkmal 1809 fertiggestellt. Unter den frankokanadischen Einwohnern der Stadt war die Nelsonsäule sehr umstritten, da die Eroberung Neufrankreichs erst ein halbes Jahrhundert zurücklag und Nelson eine französische Flotte besiegt hatte. Die Säule war in ihren Augen ein Herrschaftssymbol des expandierenden britischen Empire. Im Jahr 1900 ersetzte man die Ornamente aus Coade-Stein durch solche aus Naturstein. 1999 wurde eine Kopie der Statue auf die Säule gesetzt, das Original wird seither im Centre d’histoire de Montréal ausgestellt, wo es vor der Witterung geschützt ist.
Die Säule ist 16,5 Meter hoch und hat einen Durchmesser von rund 1,5 Metern, die Höhe der Statue beträgt 2,6 Meter. Die Nelsonsäule ist eines der ältesten Beispiele der neoklassizistischen Architektur in Kanada und das älteste Denkmal des Landes.